# Prince of Persia: Epilogue
Prince of Persia: Epilogue (рус. Принц Персии: Эпилог) — Загружаемое дополнение к компьютерной игре Prince of Persia. Релиз дополнения состоялся 5 марта 2009 года на Xbox Live и PlayStation Network. Стоимость дополнения составила $10 для PlayStation 3 или 800 MS Points для Xbox 360. В отличие от основной игры, дополнение имеет повышенный уровень сложности, и на его прохождение потребуется около трёх часов. Все противники в игре стали сильнее, теперь они более агрессивные. У Принца же появилась новая спринт-атака.

## Сюжет
События Prince of Persia: Epilogue разворачиваются после события оригинальной игры. Принц разрубил древо жизни, чтобы оживить Элику, и, тем самым, освободил Ахримана. Спасаясь от песчаной бури, устроенной Ахриманом, герои прячутся в ближайшем укрытии. Но потом они понимают, что заперты в огромном подземном дворце. Элика разозлена на Принца за то, что он пожертвовал всем миром ради неё и убегает от него. Принц пытается её догнать, но сталкивается с Печальным королём — Отцом Элики, который продолжает служить богу зла. По его словам, Ахриману нужна не Элика, а Принц. Девушка помогает герою в битве и решает объединиться с ним, пока они не выберутся из дворца. Герои преодолевают ловушки и препятствия, попутно сражаясь с врагами. Они находят гробницу первого царя ахуров, при котором Ахриман был пленён. Элика рассказывает, что он сумел вызвать Ормузда, который победил своего брата. Потом на них нападает отец Элики, которого они побеждают, но Элике не удаётся освободить его душу и он умирает. В конце концов герои находят выход из катакомб, Элика говорит, что она пойдёт искать свой народ, чтобы продолжать бороться с Ахриманом и покидает Принца, который остаётся один.

## Нововведения
- Новая локация — огромный подземный дворец со своеобразной архитектурой[1].
- У Принца и его врагов (в частности, Отца Элики) появилась новая спринт-атака, позволяющая атаковать друг друга на расстоянии — Sprinting Clash[1].
- Теперь Элика может с помощью нового вида силовых плит Ормузда — Energize воссоздавать разрушенные сооружения, которые помогают Принцу пробраться дальше в борьбе со тьмой[1].
- В DLC появился новый босс — Shapeshifter, который принимает в бою облики Воина и Охотника из оригинальной игры и пользуется их атаками. Для схватки с ним понадобится определённая стратегия.
- Ловушки стали опаснее — щупальца Тьмы больше не синхронны, а сгустки двигаются по стенам с замысловатой траекторией.
- Нет необходимости освобождать Плодородные земли и собирать семена света, единственная цель — выбраться из дворца. Путь к выходу линеен.
- Также владельцы дополнения получили в качестве бонуса ранние скины Принца и Элики, которые до этого были доступны PC-обладателям оригинальной игры[1].